# André Michel Lwoff
André Michel Lwoff (ur. 8 maja 1902 w Ainay-le-Château, zm. 30 września 1994 w Paryżu) – francuski mikrobiolog.

## Życiorys
W wieku 19 lat został członkiem Instytutu Pasteura w Paryżu. W 1932 roku, po uzyskaniu doktoratu i otrzymaniu pomocy finansowej z Fundacji Rockefellera, przeniósł się do Instytutu, gdzie w latach 1938–1968 kierował działem fizjologii mikroorganizmów. Potem, w latach 1968–1972, był kierownikiem Instytutu de Recherches Scientifiques sur le Cancer w Villejuif. Był członkiem Francuskiej Akademii Nauk, Royal Society w Londynie oraz Narodowej Akademii Nauk w Waszyngtonie.
Jego badania naukowe pozwoliły na określenie budowy wirusów (udowodnił, że są one zbudowane z jednego rodzaju kwasu nukleinowego: DNA lub RNA i otoczki białkowej) oraz opisanie zjawiska lizogenii zachodzącego u bakterii. Prowadził badania nad mechanizmem działania genów.
W 1965 otrzymał, wraz z François Jacobem i Jakiem Monodem, Nagrodę Nobla w dziedzinie fizjologii i medycyny za zbadanie mechanizmów genetycznej kontroli funkcjonowania komórek. W lutym 1966 odznaczony Krzyżem Komandorskim Legii Honorowej.

## Definicja wirusa André M. Lwoffa
Wirus to zakaźny, potencjalnie patogenny nukleoproteid, istniejący tylko pod postacią jednego kwasu nukleinowego, który reprodukuje materiał genetyczny. Jest niezdolny do podziałów poza komórką i zwykle nie ma enzymów (a zatem nie wykazuje metabolizmu).